# لیکوود (نیواورلئان)
لیکوود (به انگلیسی: Lakewood) یک منطقهٔ مسکونی در ایالات متحده آمریکا است که در لوئیزیانا واقع شده‌است. لیکوود ۶۲۴ نفر جمعیت دارد و ۰٫۰ متر بالاتر از سطح دریا واقع شده‌است.